# 지포항
지포항은 경상남도 고성군 하일면 송천리에 있는 어항이다. 2002년 8월 6일 어촌정주어항으로 지정하여 관리하고 있다. 시설관리자는 고성군수이다.

## 어항 구역
- 수역: 지포마을 안굽턱 돌출부에서 지포선착장, 지포(2) 선착장과 연접된 호안도로까지를 연결한 선내수면
- 육역: 경남 고성군 하일면 송천리 148-12번지 외 10필지

## 어항 시설
- 호안 65m, 선착장 148m

## 주요 어종
- 굴, 멸치, 갯장어, 감성돔, 도다리, 갯가재, 물매기, 바지락 등